# 渡辺真由美 (バレーボール)
渡辺 真由美（わたなべ まゆみ、1982年11月8日 - ）は、日本の元女子バレーボール選手。

## 来歴
埼玉県春日部市出身。中学校1年生よりバレーを始める。1997年さわやか杯（現・JOCカップ）に出場。春日部共栄高校では、2000年インターハイに出場した。
2000年、久光製薬鳥栖に内定後、チームの吸収・統合により、2001年、久光製薬スプリングスに移籍入団。身長170cmながら最高到達点301cmのジャンプ力を持ち、高い位置からの丁寧なトスとジャンプフローターを武器にピンチサーバー等で起用される事が多かった。
2008年6月、久光退団。

## 人物・エピソード
- バレーを始めた理由は、「陸上部に入ろうとしたけど兄がいたのでなんとなくバレー部に入部した」と答えている。

## 所属チーム
- 千間台中
- 春日部共栄高等学校
- 久光製薬スプリングス（2001-2008年）